# Machado, Mexiko
Machado är en ort i Mexiko.   Den ligger i kommunen Villa de Reyes och delstaten San Luis Potosí, i den centrala delen av landet, 300 km nordväst om huvudstaden Mexico City. Machado ligger 1 847 meter över havet och antalet invånare är 653.
Terrängen runt Machado är varierad. Runt Machado är det ganska glesbefolkat, med 39 invånare per kvadratkilometer. Närmaste större samhälle är Villa de Reyes, 7,9 km söder om Machado. Omgivningarna runt Machado är i huvudsak ett öppet busklandskap.